# Натролит
Натролитът (Natrolite) е вулканичен минерал от едноименната група в клас силикати и представлява хидратиран натриево-алуминиев силикат. Тъй като принадлежи към зеолитите, притежава и тяхната характерна пръстеновидна структура. Минералът е в състояние селективно да отделя и отново да приема молекулите и йоните на различни вещества, в зависимост от тяхната големина и поради това може да действа като молекулярно сито.
Минералът е открит и описан за първи път през 1803 година в Hohentwiel в Баден-Вюртемберг, Германия. Наименованието му произлиза от гръцките думи „натрон“, означаваща самороден натриев карбонат (сода) и „литос“ със значение камък. Дадено му е от немския химик Мартин Хенрих Клапрот през 1803 година.

## Синоними
Като синоними на натролита по различно време, а понякога и сега, са ползвани синонимите еделит (Aedelite), апоаналцит (Apoanalcite), бергманит (Bergmannite) и мезотип (Mesotype).

## Химичен състав
Химичната формула на натролита е Na2[Al2Si3O10].2H2O, а емпиричната - Na2Al2Si3O10•2(H2O). Съотношението на химичните елементи в състава му е натрий – 12,9%, алуминий – 14,19%, силиций – 22,16%, кислород – 50,49%, водород – 1,06%. Съдържа 16,3% Na2O, 26,82% Al2O3, 47,41% SiO2 и 9,48% кристализирала вода.
Нагрят на бунзенова горелка натролит бързо се топи като образува бяла стъкловидна субстанция. Променя цвета на пламъка в жълто, благодарение на присъствието на натрий в състава му.
Натролитът е лесно разтворим в солна киселина, като при този процес се освобождава желеобразен силициев диоксид. Минералът е високотемпературен зеолит с експериментално установена горна граница на устойчивост около 250 °С. При нагряване в затворен съд, при 300 °С почти изцяло губи съдържащата се в него вода, а при понижаване на температурата, отново я поема.

## Морфология
Натролитът се образува за сметка на други алуминосиликатни минерали, особено на плагиоклазите. Широко представен е в алкалните вулканични скали. Среща се обикновено асоцииран с други влакнести зеолити, особено с мезолит и томсонит. Често се намира като зонално изградени сфероидни агрегати, в които са комбинирани два до три вида зеолити. Среща се в кухините на базалти, фонолити пегматити и други, свързани с тях вулканични скали. В тези случаи обикновено е комбиниран с калцит, кварц, хлорит или други зеолити. Образува се при валежи и при досег с топли водни разтвори, попаднали в кухини и пукнатини от вулканични скали в резултат на хидротермална промяна на нефелин и при изветрянето на нефелинови сиенити в съвременните морски седименти.
Кристалите на нефелина са преобладаващо иглести, като често оформят радиалнолъчести или сферични агрегати. Формата на кристалите е призматична, с почти квадратно сечение, като рядко са силно скъсени по оста с. Могат да бъдат и бипирамидални, образувани от две пирамиди с малка височина, свързани с основите си. Кристалите обикновено са дребноиглести, но има и изключения. Например в аплитова жила при Тетфорд в Канада са намерени натролитни кристали с дължина до един метър и ширина един сантиметър.

## Структура
Натролитът принадлежи към групата на влакнестите зеолити. Структурата му е отчетливо аксиална с основен структурен елемент групата [Al2Si3O10]. Тя е изградена от 4 тетраедрични пръстена със състав [Al2Si2O8] и добавъчен тетраедър от SiO4, който се редува с AlО4. Тези групи са разположени във вид на непрекъснати вериги, успоредни на оста с. Веригите са свързани една с друга с помощта на свободните върхове на тетраедрите (Si,А1)O4. Четири такива вериги се разполагат около винтовата ос.
Молекулите вода образуват зигзагообразни вериги, също успоредни на оста с, разположени край всяка двойна винтова ос. Натриевите катиони Na1+ са обкръжени от четири кислородни аниона O2- и две молекули вода. Подобно на останалите зеолити, натриевите катиони могат лесно да бъдат заменени от други катиони от околната среда.

## Физически характеристики
- Цвят — безцветен, бял, жълт, охрен, червеникав, керемидено червен[2][6]
- Цвят на чертата – бял[6]
- Прозрачност – прозрачен до полупрозрачен[2]
- Блясък – стъклен до копринен при влакнестите агрегати[1]
- Твърдост по скалата на Моос – 5-6[1][2][6]
- Относително тегло – 2,2–2,5[6]
- Молекулно тегло – 380,22 g[2]
- Цепителност – съвършена по (110), несъвършена по (010)[2]
- Лом – мидест[6]
- Чупливост – крехък[6]
- Електрически свойства – пироелектрик, пиезоелектрик[3]

## Оптични свойства
- Тип – двуосен кристал[3]
- Показател на пречупване – nα = 1,473-1,483; nβ = 1,476–1,486; nγ = 1,485-1,496[3]
- Ъгъл между оптическите оси – измерен 58°-64°, изчислен – 48°-62°[3]
- Максимално двойно лъчепречупване – δ = 0,012–0,013[3]
- Оптически релеф – умерен[3]
- Луминесценция – от оранжево до жълто[3]
- Флуоресценция – от оранжево до зелено[2]

## Кристалографски свойства
- Кристална структура – орторомбично-пирамидална[2]
- Сингония – ромбична[6]
- Хабитус – кристален[1]
- Пространствена група – Fdd2[3]
- Параметри на клетката – a = 18,27Å; b = 18,587Å; c = 6,56Å; Z = 8[2]
- Обем на елементарната клетка – V = 2,27 Å3[2]

## Други характеристики
- Клас – силикати[6]
- Група – зеолитова група, натролитова подгрупа[1]
- IMA статус — действителен, описан преди 1959 година[2]
- Свързани минерали – калцит, мезолит, томсонит и други зеолитови минерали[1]
- Типични примеси – калций и калий[3]
- Година на откриване – 1803[2]
- Произход на името – от гръцки – „натрон“ (натриев карбонат) и „литос“ (камък).[1]

## Употреба
Натролитът се използва в промишлеността главно за производство на пермутити.

## Находища
Находища на нефелин има на много места в света. Многобройни и атрактивни екземпляри се намират в италианските базалтови кариери край град Алтавила Вичентина. Изящни кристални образци в тази страна се намират и в пукнатините на базалтите край Монтекио Маджоре. В Европа се срещат в сериозни количества и в планината Пюи дьо Дом във Франция, в графство Антрим в Северна Ирландия, на юг от Усти над Лабе в Чехия. Богати находища са разкрити в Квебек и Нова Скотия в Канада, край Мумбай в Индия, на много места в САЩ и другаде. В Русия големи находища има в планината Карнасурт, на Колския полуостров и в северната му част в Ловозерския масив зад Полярния кръг.
Кристали, подходящи за остеняване се появяват на световния пазар от Британска Колумбия, Канада. Големи кристали са открити в Норвегия, сериозни количества се добиват и близо до градовете Ливингстън в щата Монтана и Съмит в Ню Джърси. Край Съмит са открити чисти безцветни кристали, от които голям брой фасетирани камъни от около 20 карата. Немските кристали, добивани от скалните кухини и пукнатини във Вюртемберг, Германия са известни с красиви жълти нюанси.